# Cionodon stenopsis
 Cionodon stenopsis es una especie dudosa  del género extinto Cionodon de dinosaurio ornitópodo, hadrosáurido, que vivió a finales del período Cretácico en el Campaniano hace aproximadamente entre 80  millones de años en Norteamérica. La especie es conocida por restos muy fragmentados y consideradas dudosas. Fue encontrada en sedimentos del Maastrichtiense de Colorado Estados Unidos y descrita por Edward Drinker Cope en 1874, es incluida dentro de Thespesius stenopsis o Trachodon stenopsis.